# Partida de les Tries
Les Tries és un petit territori del terme de Reus al Baix Camp, comprès entre el Barranc de Calderons, els Cinc Ponts, la Riera de Castellvell i el terme d'aquell poble veí, dins del qual, Les Tries (o també Les Estries) ocupa una extensió molt més gran que a Reus.
És, de fet, una partida de Castellvell que penetra una mica al terme de Reus. Té al voltant les partides de les Planes, l'Hospitalera i Calderons. La Urbanització El Pinar, iniciada cap al 1970, ha convertit en zona urbana la major part d'aquelles terres de secà.